# Catherine Beaunez
Catherine Beaunez est une dessinatrice de presse française née en 1953 et originaire de Juigné-sur-Sarthe. Le féminisme et la condition féminine sont des thèmes récurrents dans ses œuvres.

## Biographie
Originaire de Juigné-sur-Sarthe, Catherine Beaunez fait des études d'arts appliqués puis elle devient dessinatrice à l'âge de 20 ans, à une époque où les femmes sont faiblement représentées dans ce domaine. En termes d'influence, elle cite Jean-Marc Reiser, Georges Wolinski et Claire Bretécher. 
Au cours de sa carrière, elle collabore avec des titres comme Le Monde, Le Nouvel Observateur, Le Point, Marianne, L'Humanité, Libération, La Croix, Charlie Hebdo. La condition féminine est un thème récurrent dans ses travaux et l'autrice se déclare féministe. Ses dessins sur les relations entre hommes et femmes en politique ont plusieurs fois été refusés car jugés « non consensuels ».
En 1995 ses travaux sont exposés sous le titre Les femmes et la politique au festival Images de la caricature d'Épinal. En 2007, elle participe par ses dessins en direct au colloque Femmes d'histoire. En 2019, ses dessins figurent dans les « Rencontres crayonnées » sur les droits des femmes. 
Elle est autrice de plusieurs albums, comme Mes partouzes, Vive la carotte !, Je suis une nature, Liberté chérie ; en 2000 paraît On les aura !, qui porte sur la parité en politique,. En 2018, à compte d'auteur, elle publie J’avais 15 ans en 68. En 2020, à compte d'auteur, elle livre On baise ?, qui porte sur « son confinement, qu’elle relate avec humour, et sa vision crue et féministe des rapports femmes-hommes ». En 2021, le jury du prix Artémisia lui décerne la mention Coup de chapeau pour cet album autoédité et distribué par l’autrice (La folle du logis).

## Œuvres
- Mes partouzes, Glénat, 1984  (ISBN 9782723404723) ; rééd. J'ai Lu BD 1987  (ISBN 2-277-33024-8) ; traduit en allemand (BNF 35015995)
- Vive la Carotte !, Glénat, 1987  (ISBN 9782723408417) ; traduit en allemand (BNF 34953259)
- Je suis une nature, Glénat, 1988  (ISBN 2-7234-1006-4) ; rééd jai lu, 1989  (ISBN 9782277331605) ; traduit en allemand (BNF 35068585)
- Liberté chérie, L'Écho des savanes / Albin Michel, 1992  (ISBN 2-226-05924-5)
- On les aura !, préface de Roselyne Bachelot-Narquin et de Dominique Voynet[2], Au diable Vauvert, 2000  (ISBN 2-84626-009-5)
- Les avocats : description romancée d'une confrérie confidentielle, Éd. Romy Lopss, 2010  (ISBN 978-2-36155-007-3)
- Participation à : Marie Moinard et collectif, En chemin elle rencontre... 3 : Les artistes se mobilisent pour l'égalité femme-homme, Vincennes/Paris, Des ronds dans l'O / Amnesty International, février 2013, 84 p. (ISBN 978-2-917237-46-5)
- Les copains de Julien, textes de Dominique Dimey, Les Éditions des Braques, 2015  (ISBN 9782918911579)
- J'avais 15 ans en Mai 68, autoédition[2], 2018
- On baise ?, autoédition / La folle du logis, 2020

## Distinctions
- 2018 : prix Martelles en tête au Salon du dessin d’humour de Saint-Just-le-Martel[2] ;
- 2021 : prix Artémisia : mention Coup de chapeau pour On baise ?.